# Cheiracanthium fulvotestaceum
Cheiracanthium fulvotestaceum es una especie de araña del género Cheiracanthium, familia Cheiracanthiidae, suborden Araneomorphae. Fue descrita científicamente por Eugène Simon en 1878.

## Distribución
Se distribuye por Francia.